# Дом связи (Нижний Новгород)
Дом связи — памятник градостроительства и архитектуры, расположенный в историческом центре Нижнего Новгорода. Здание построено в 1937 году; автором окончательного проекта стал нижегородский архитектор Ермингельд Мичурин.
В настоящее время является памятником архитектуры, выполненным в стиле постконструктивизм. Вместе с другими сооружениями составляет ансамбль площади Максима Горького.

## История
13 декабря 1930 года на площади Первого мая (ныне — площадь Горького) был выделен участок под застройку.
В 1932 году было принято решение о строительстве на выделенном участке Дома связи. Тогда же был разработан первоначальный проект сооружения, автором которого стал советский архитектор Марк Гинцбург. Здание предполагалось выполнить в строгом, аскетичном облике в стиле конструктивизма. Однако уже после начала строительства был обнаружен ряд ошибок проектирования, в связи с чем работы пришлось приостановить. Дорабатывал проект нижегородский архитектор Ермингельд Мичурин, известный как автор стадиона «Локомотив» и один из авторов ДК им. Ленина. Строительство было возобновлено в 1935 году. Мичурин, помимо прочего, добавил в проект такие элементы декора, как карнизы и пилястры, характерные для постконструктивизма. В 1937 году строительство Дома связи было завершено.
Первоначально Дом связи был архитектурной доминантой площади, являясь самым высоким её зданием. Со временем район был застроен, из-за чего сооружение потеряло своё восприятие, которое задумывалось архитектором. В 2018 году в связи с подготовкой города к чемпионату мира по футболу фасад Дома связи был отреставрирован.

## Архитектура

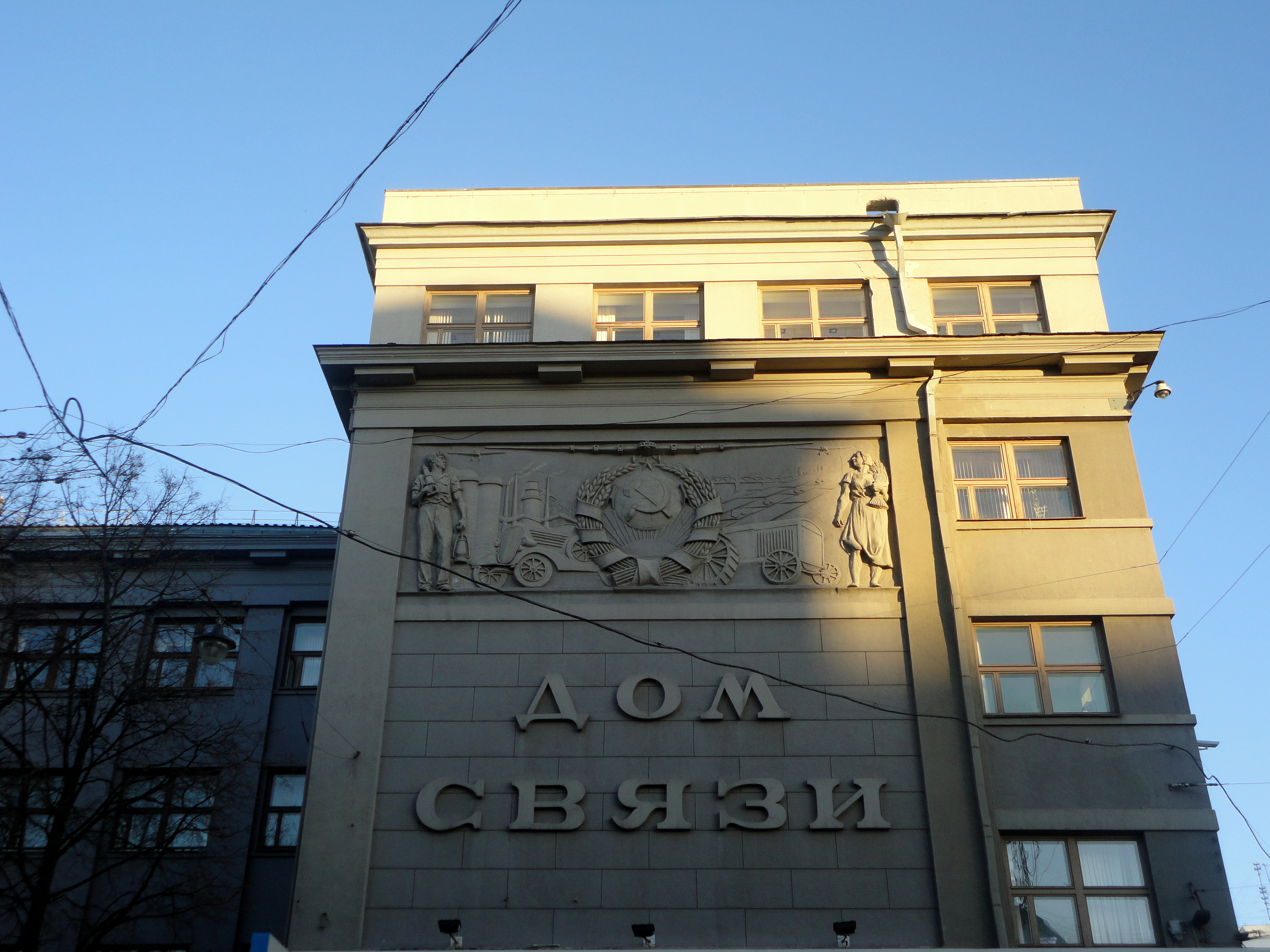
Декор со стороны Большой Покровской улицы

Представляет собой пятиэтажное здание в северо-западной части площади Горького, между улицами Большая Покровская и Звездинка. Главный вход располагается со стороны площади, подчёркнут массивной колоннадой и навесом. Слева от главного входа выделяется застеклённый лестничный колодец. На ул. Большую Покровскую выходит большое панно с надписью «Дом связи» и элементами советской символики — таким образом раскрывается функциональное назначение здания. Фасады строения украшены пилястрами и карнизом с модульонами. В целом, однако, здание выполнено в простых крупных архитектурных формах, что характерно для конструктивизма.